# Liste des œuvres de Jane Joseph
La liste des œuvres de la compositrice Jane Joseph (1894–1929) est peut-être incomplète. Nombre de ses œuvres, en particulier celles composées pour des évènements amateurs, ne furent pas publiées ; certaines ont été perdues alors que dans certains cas les manuscrits appartiennent à des personnes privées ou à des institutions. La liste est divisée entre (1) les œuvres publiées ou ayant une preuve d'une représentation (2) et les autres œuvres non publiées.

## Œuvres

### Table 1: œuvres publiées ou ayant une preuve d'une représentation
Les œuvres suivantes ont été publiées ou alors il existe une preuve raisonnable d'une représentation.
| Genre            | Date approximative | Titre                                                                                      | Instruments                                                                    | Publication                                                                   | Notes | Refs   |
| ---------------- | ------------------ | ------------------------------------------------------------------------------------------ | ------------------------------------------------------------------------------ | ----------------------------------------------------------------------------- | --- | ------ |
| Choral et vocal  | 1913               | Chant : The Carrion Crow                                                                   | Voix de femmes non accomgnées (SSA)                                            | Stainer and Bell, Londres 1916                                                | | ,      |
| Choral et vocal  | 1913               | Chant : There Were Three Ravens                                                            | Voix non accompatnées (SATBarB)                                                | Non publié                                                                    | Apparemment composé à la même époque que The Carrion Crow | [ 3 ]  |
| Choral et vocal  | 1916               | Wassail Song                                                                               | Voix de femmes (SSA)                                                           | Stainer and Bell, Londres 1916                                                | | [ 4 ]  |
| Choral et vocal  | 1918               | Hymn                                                                                       | Voix de femmes                                                                 | Non publié                                                                    | Perdu - non identifiable. Joué lors du festival de Whitsun de Thaxted, 1918                                                                                     | [ 5 ]  |
| Choral et vocal  | 1920               | Cycle de chants : Mirage (5 chants)                                                        | Voix de femme accompagnée d'un quatuor à cordes                                | Non publié. Manuscrit détenu par le Royal College of Music                    | Historique des représentations incertain. Deux chants (avec piano) pourraient avoir été donnés à un concert de la Society of Women Musicians le 17 janvier 1920 | [ 6 ]  |
| Choral et vocal  | 1921               | Sept chants en deux parties                                                                | Sopranos et accompagnement piano                                               | Stainer and Bell, Londres 1921                                                | Chanté à un concert de la Society of Women Musicians en 1922 | ,      |
| Choral et vocal  | 1921               | A Festival Venite                                                                          | Chœur et orchestre                                                             | Stainer and Bell, Londres 1922                                                | Interprété au Queen's Hall, Londres, 13 juin 1923 | ,      |
| Choral et vocal  | 1922               | Hymn for Whitsuntide                                                                       | Chœur non accompagné pour voix mixtes                                          | Arnold's Choral Music, Londres 1924                                           | Probablement le premier chanté au festival de Whitsun de Blackheath Whitsun en 1922. Radiodiffusé par les Purcell Singers en 1968                               | ,      |
| Choral et vocal  | non daté           | Trois chants de noël anciens : The Three Kings, Adam lay i-bounden, Of one that is so fair | Voix de femmes non accompagnées (SSA)                                          | Oxford University Press                                                       | Historique des représentations incertain | ,      |
| Choral et vocal  | non data           | Chant de noël : Noel                                                                       | Voix unisson avec accompagnement au piano                                      | Non publié                                                                    | Mise en musique de vers d'Hilaire Belloc | [ 4 ]  |
| Choral et vocal  | non daté           | Morley Rounds                                                                              | Chœur                                                                          | Oxford University Press                                                       | Historique des représentations incertain. Inclut un Agnus Dei                                                                                                   | [ 4 ]  |
| Choral et vocal  | non daté           | Chant de noël : A Little Childe There Is Ibore                                             | Voix de femmes (SSA) et accompagnement orchestral                              | Publié (avec un accompagnement à l'orgue) par Bardic Edition Music Publishers | Partie orchestrale perdue. Radiodiffusée (avec accompagnement par des cordes) à la BBC le 21 décembre 1995                                                      | ,      |
| Choral et vocal  | non daté           | Hymne : Eskdale                                                                            | Accompagnement au piano                                                        | Dans Enlarged Songs of Praise, 1931                                           | Une mise en musique de Sweet Infancy de Thomas Traherne | ,      |
| Instrumental     | 1922               | Court quatuor à cordes en la mineur                                                        | Quatuor à cordes                                                               | Accepté pour publication par J. B. Cramer & Co. mais finalement non publié    | Joué par le Winifred Smith Quartet le 17 décembre 1922 | [ 4 ]  |
| Instrumental     | non daté           | Cradle Song                                                                                | Cordes et piano ad lib                                                         | Publié posthume par Bardic Edition Music Publishers                           | | ,      |
| Orchestral       | 1916               | Musique de scène pour Countess Cathleen                                                    | Orchestre                                                                      | Non publié                                                                    | Écrit pour la représentation au Girton College de la pièce de W.B. Yeats                                                                                        | [ 14 ] |
| Orchestral       | 1918               | Morris Dance                                                                               | Orchestre                                                                      | Publié posthume (1931) par Bardic Edition Music Publishers                    | Originellement Barbara Noel's Morris | ,      |
| Orchestral       | 1919               | Bergamask                                                                                  | Orchestre                                                                      | Publié posthume (1931) par Bardic Edition Music Publishers                    | Joué pour la première fois le 13 ou 14 novembre 1919 au Royal College of Music                                                                                  | ,      |
| Orchestral       | 1919               | Trois pièces pour petit orchestre                                                          | Orchestre réduit                                                               | Non publié                                                                    | Joué à la St Paul's Girls' School le 8 février 1919. Probablement utilisé dans la musique de scène Before the Dawn                                              | [ 17 ] |
| Orchestral       | 1921               | Musique de scène pour Before the Dawn                                                      | Inconnu                                                                        | Non publié                                                                    | Probablement joué durant la période de Noël 1921 à la St Paul's Girls' School                                                                                   | [ 8 ]  |
| Orchestral       | non daté           | Village Dance                                                                              | 4 flûtes, hautbois, clarinette, cor, piano, harmonium, timbales et percussions | Publié posthume par Bardic Edition Music Publishers                           | Composé pour une représentation à la St Paul's Girls'School | [ 12 ] |
| Œuvre pour piano | 1919               | Bergamask                                                                                  | Piano                                                                          | Non publié                                                                    | Version pour piano de la version orchestrale | [ 17 ] |
| Œuvre pour piano | 1920               | Seven Short Pieces pour piano                                                              | Piano                                                                          | Stainer and Bell, Londres 1920                                                | | [ 19 ] |
| Œuvre pour piano | 1924               | Playing Time duets                                                                         | Piano                                                                          | Arnold's, Londres 1924                                                        | | [ 19 ] |
| Œuvre pour piano | 1924               | Scrap Book                                                                                 | Piano                                                                          | Arnold's, Londres 1924                                                        | | [ 19 ] |
| Œuvre pour piano | 1925               | Five Programme Pieces                                                                      | Piano                                                                          | Arnold's, Londres 1924                                                        | | [ 19 ] |
| Œuvre pour piano | 1925               | Suite of Five Pieces                                                                       | Piano                                                                          | Oxford University Press                                                       | | [ 19 ] |

### Table 2: Non publiées, aucun historique des représentations
Cette liste est basée sur l'hommage de Gustav Holst dans The Monthly Musical Record, 1 avril 1931, qui comprend une liste des œuvres non publiées de Joseph.
Choral et vocal
- Cinq chants avec accompagnement de cordes : Two Doves ; Oh, Roses ; Sleep, cast thy canopy ; I'll give my love an apple (avec hautbois) ; The seeds of love
- Chœur avec orchestre
  - Christmas Cantata
  - A Wedding Antiphon
  - Kyrie
  - Christmas Song
  - The Night
  - The Morning Watch

Instrumental
- Miniature Quartet (hautbois, violon, alto et violoncelle)
- Variations on an American Air (cor et piano)
- Duo (violon et violoncelle)
- Allegretto (deux flûtes, deux hautbois, une clarinette, un basson)
- Two Short Trios (violon, violoncelle et piano)

Orchestral
- Orchestre complet
  - Passepied
  - I will give my love an apple
  - Andante
  - Danse symphonique
  - Musique de ballet : The Enamoured Shepherd
- orchestre à cordes
  - Sonatina for School Bands
  - Rabbit Dance
  - Country Dance

Musique de scènes de pièces de théâtre.
- Amy Clarke's Play
- Famine Song
- Awake the Shade
- Spirit Music
- The Moon's Eclipse
- Procession and Ballet

Également : Neuf pièces pour piano ; 4 chants non accompagnés ; 29 chants avec piano ; 2 chants à deux parties avec piano ; 26 pièces chorales, non accompagnées ; 10 arrangements orchestraux (dont des danses populaires) ; 28 chants unissons (arrangés avec) ; 5 pièces chorales (arrangements, non accompagnées) ; 5 rounds.